# Згорні Тухинь
Згорні Тухинь (словен. Zgornji Tuhinj) — поселення в общині Камник, Осреднєсловенський регіон, Словенія. Висота над рівнем моря: 580,4 м.